# Elezioni parlamentari in Belgio del 1968
Le elezioni parlamentari in Belgio del 1968 si tennero il 31 marzo per il rinnovo del Parlamento federale (Camera dei rappresentanti e Senato). In seguito all'esito elettorale, Gaston Eyskens, espressione del Partito Popolare Cristiano, divenne Primo ministro.

## Risultati

### Camera dei rappresentanti
| Liste                                                                       | Voti      | %     | Seggi |
| --------------------------------------------------------------------------- | --------- | ----- | ----- |
| Partito Social-Cristiano/Partito Popolare Cristiano                         | 1 407 502 | 27,18 | 69    |
| Partito Socialista Belga (BSP/PSB)                                          | 1 344 407 | 25,96 | 59    |
| Partito per la Libertà e il Progresso/Partito della Libertà e del Progresso | 1 080 894 | 20,87 | 47    |
| Unione Popolare                                                             | 506 697   | 9,79  | 20    |
| VDB/CVP                                                                     | 236 283   | 4,56  | –     |
| Partito Comunista del Belgio (Communisten)                                  | 165 678   | 3,20  | 5     |
| Fronte Democratico dei Francofoni                                           | 154 023   | 2,97  | 6     |
| Raggruppamento Vallone                                                      | 151 421   | 2,92  | 6     |
| Partito Socialista Belga (BSP)                                              | 58 700    | 1,13  | –     |
| Rode Leeuwen                                                                | 46 065    | 0,89  | –     |
| Partito Comunista del Belgio (PCB)                                          | 4 947     | 0,10  | –     |
| Altri <0,10%                                                                | 21 335    | 0,41  | –     |
| Totale                                                                      | 5 177 952 | 100   | 212   |

### Senato
| Liste                                                                       | Voti      | %     | Seggi |
| --------------------------------------------------------------------------- | --------- | ----- | ----- |
| Partito Socialista Belga (PSB/BSP)                                          | 1 454 879 | 27,10 | 33    |
| Partito Social-Cristiano - Partito Popolare Cristiano                       | 1 369 805 | 25,52 | 29    |
| Partito per la Libertà e il Progresso/Partito della Libertà e del Progresso | 1 114 428 | 20,76 | 22    |
| Unione Popolare                                                             | 513 342   | 9,56  | 9     |
| Fronte Democratico dei Francofoni - Raggruppamento Vallone                  | 308 859   | 5,75  | 5     |
| Partito Comunista del Belgio (PCB/KPB)                                      | 271 586   | 5,06  | –     |
| VDB/CVP                                                                     | 252 331   | 4,70  | 6     |
| Rode Leeuwen                                                                | 45 097    | 0,84  | –     |
| Partito Social-Cristiano                                                    | 23 369    | 0,44  | –     |
| Altri <0,10%                                                                | 14 103    | 0,26  | –     |
| Totale                                                                      | 5 367 799 | 100   | 106   |

Riepilogo dei partiti presenti in liste diversamente denominate
| PCB/KPB | PCB/KPB |
| Sigla   | Voti    |
| ------- | ------- |
| PCB     | 208.673 |
| KPB     | 62.913  |
| Totale  | 271.586 |